# Freguesia (Illa del Governador)
Freguesia és un barri de l'Illa del Governador, Zona Nord del municipi del Rio de Janeiro. Ve a ser l'últim barri, tenint dues platges amb diversos quioscos moderns i nova il·luminació. Òptim per a passejos de nit i rutes ciclistes. Anomenades "Praia da Freguesia" o "Praia da Guanabara". En la part més al nord, ocupant el 55% del barri, cercada per àrees verdes, se situa l'àrea militar naval, coneguda com "Campo da Illa", acollint tres batallons del Cos de Fuzileiros Navals, Humaitá, Riachuelo i Paissandu, instal·lats des de 1948. Se la coneix com la Urca de la Zona Nord. També es troben en el barri les escoles de samba Boi da Illa i Naçao Insulana, a més del Bloco Se Cair Eu Como, un dels principals de l'Illa del Governador.
El seu índex de qualitat de vida el 2000 era de 0,839, el 60 millor del municipi de Rio entre 126 barris avaluats, sent considerat regular.

## Història
El seu origen ve de l'ermita (actual Capela de Nossa Senhora da Ajuda), aixecada a finals de segle xvii, per Jorge de Souza, el Vell, en terres del seu engenho, en la part nord-est de l'Illa del Governador. D'aquella època és la petita imatge de la Santa col·locada pel seu fundador. El 1710, va ser creada la freguesia de Nossa Senhora da Ajuda i la ermita en ruïnes va ser reconstruïda el 1743 pel pare Nunes Garcia, les obres del qual van ser concloses pel pare Francisco Bernandes de la Silveira el 1754, ja en l'actual plaça Calcutá. Destruïda per un incendi el 1816, va ser recuperada el 1865, per l'arquitecte Antônio de Pádua i Castro. El segle xix, l'agricultura es va intensificar en la regió i el 1838 arriben les primeres barques a vapor que utilitzaven un pont amb atracador de la freguesia.
Al principi del segle xx, sorgeixen els primers carrers a Freguesia i la urbanització en la part final de la platja de Guanabara. El tramvia que connectava el 1922 la Ribeira amb el Cocotá, s'estén el 1935, per l'avinguda Paranapuã, arribant a la localitat del Bananal, en el terme de la platja de la Guanabara, on donava la volta. En el Bananal queda la “Pedra da Onça”, escultura en homenatge als gats-Maracajás, que originalment habitaven l'Illa. Des d'allà hi ha l'esplèndida vista de la Badia de Guanabara, amb la Serra dos Òrgaos i el Dedo de Deus al fons.

## Geografia
La Platja de la Guanabara és banyada per la badia de Guanabara amb aigües tranquil·les totalment sense ones, amb sorra clara i fina però d'un to fosc a causa de la pol·lució, i considerada no adequada per banyar-se. La extremitat est de l'Illa del Governador, és el punt més mogut de la vida nocturna del barri i seu dels immobles més valorats.